# William Pepperell Montague
William Pepperell Montague, född 11 november 1873, död 1 augusti 1953, var en amerikansk filosof.
Montague blev professor vid Columbia University 1903. Han var medarbetare i The new realism 1912. I sitt huvudarbete The ways of knowing (1925) försökte Montague uppvisa det relativt berättigade i olika filosofiska metoder och framställa en syntes av realism och idealism. Han utgav 1930 en självbiografi i Contemporary American philosophy (1930).